# 王涛 (1915年)
王涛（1915年10月—1998年），原名王富春，男，山东沂水人，中华人民共和国政治人物，曾任上海市人大常委会副主任，同济大学党委书记、校长。